# Рождественская ветчина

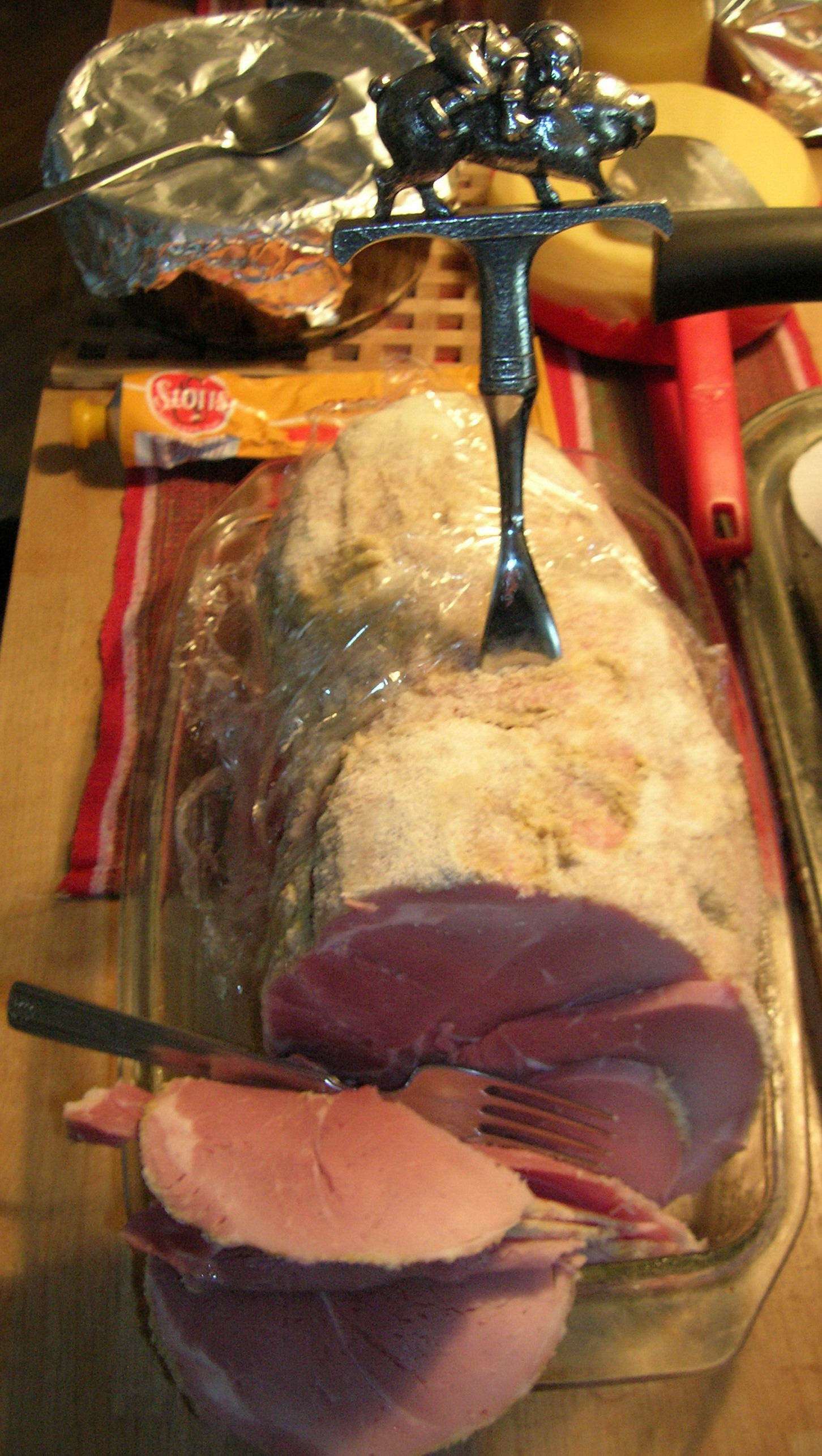
Традиционная шведская рождественская ветчина

Рождественская ветчина — ветчина, которую обычно подают на рождественский ужин или во время Йоля в Северной Европе и англосфере. Способ приготовления различается в зависимости от места и времени.

## История
Считается, что традиция есть на праздник ветчину произошла от германского языческого ритуала принесения в жертву дикого кабана sonargöltr скандинавскому богу Фрейру во время праздника урожая.
По мнению некоторых фольклористов и историков, происхождение рождественской ветчины в Англии это
традиция, которая, скорее всего, была заложена на Британских островах англосаксами. Под звуки труб и пение менестрелей на золотом или серебряном блюде в зал заносили голову кабана с яблоком во рту.
В Швеции долгое время вкусную ветчину приберегали на будущее, а вместо неё на рождественский стол ставили украшенную свиную голову, так называемую Julhös. Шведское название ветчины «julskinkan» впервые упоминается Улофом Рудбеком в его «Атлантике» (1677—1702) и в основном использовался высшим классом, его жарили на вертеле. В XVIII веке ветчина стала распространена в некоторых поместьях, но не среди широкой публики Ветчина стала популярной в XIX веке но не стала распространенной до XX века.
Блюдо было популяризировано католической церковью в Испании как доказательство искреннего обращения в христианство: марраны отказывались есть рождественскую ветчину, в то время как истинные новообращенные без проблем наслаждались свининой.
В США ветчина начала упоминаться как рождественское блюдо примерно в 1900 году и начала набирать популярность примерно в 1960 году. Праздничная ветчина начала продвигаться компанией Armour & Company в 1916 году в рамках её маркетинговых усилий для её новых промышленных быстросохнущих и менее соленых ветчин.

## Приготовление
Существует множество рецептов приготовления рождественской ветчины. Ветчина может быть солёной и подкопченной. Её предварительно маринуют, иногда отваривают. После первой фазы запекания можно покрыть ветчину соусом-глазурью и повторно запечь. В зависимости от рецепта ветчину покрывают панировочными сухарями, сливочным маслом, горчицей, мёдом, сахаром, оливковым маслом, взбитыми яйцами, солью, специями. Запекается в духовке, в рукаве или фольге. Подают с овощами: картофелем, горошком, фасолью, морковью. Готовую для запекания ветчину можно приобрести в магазинах.

## Галерея

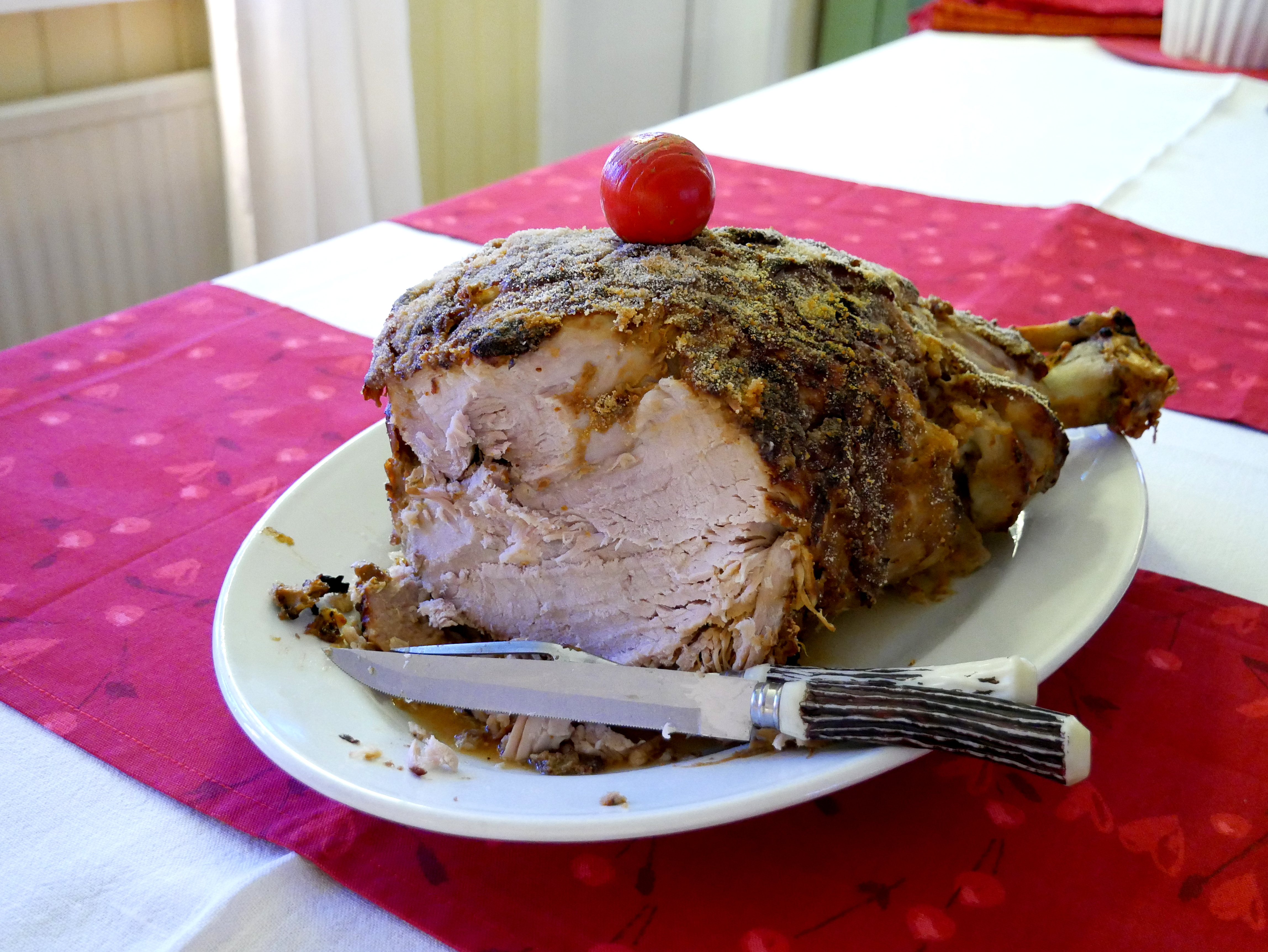
Финская рождественская ветчина
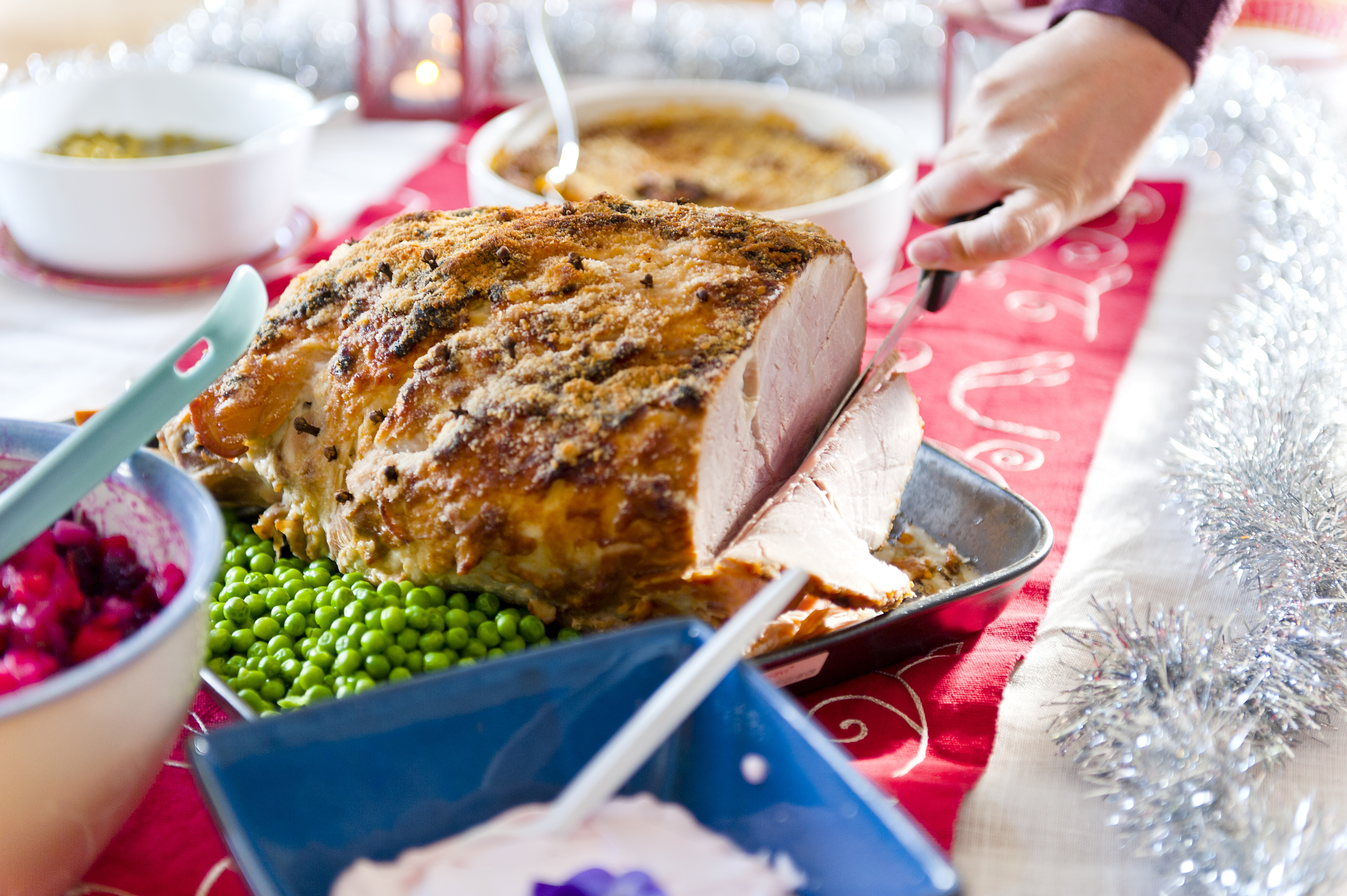
Запечённая ветчина
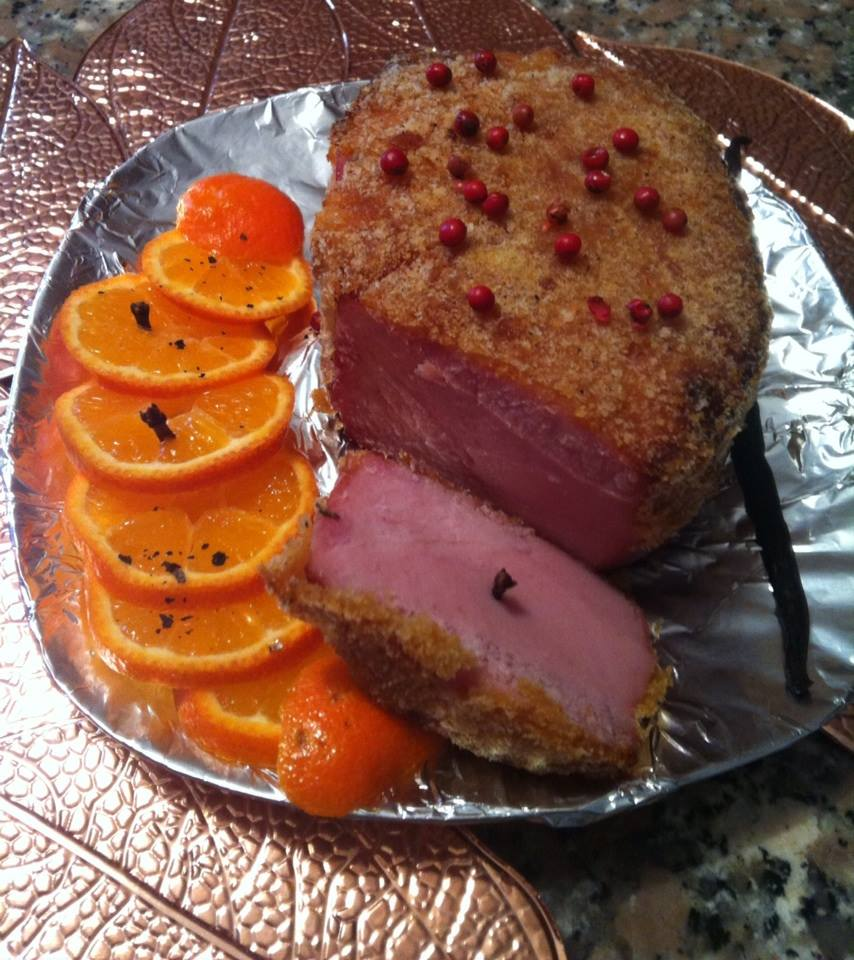
Рождественская ветчина
Рождественская ветчина на мясной фабрике ESO (Etelä-Suomen Osuusteurastamo) в Финляндии, 15 декабря 1959 года
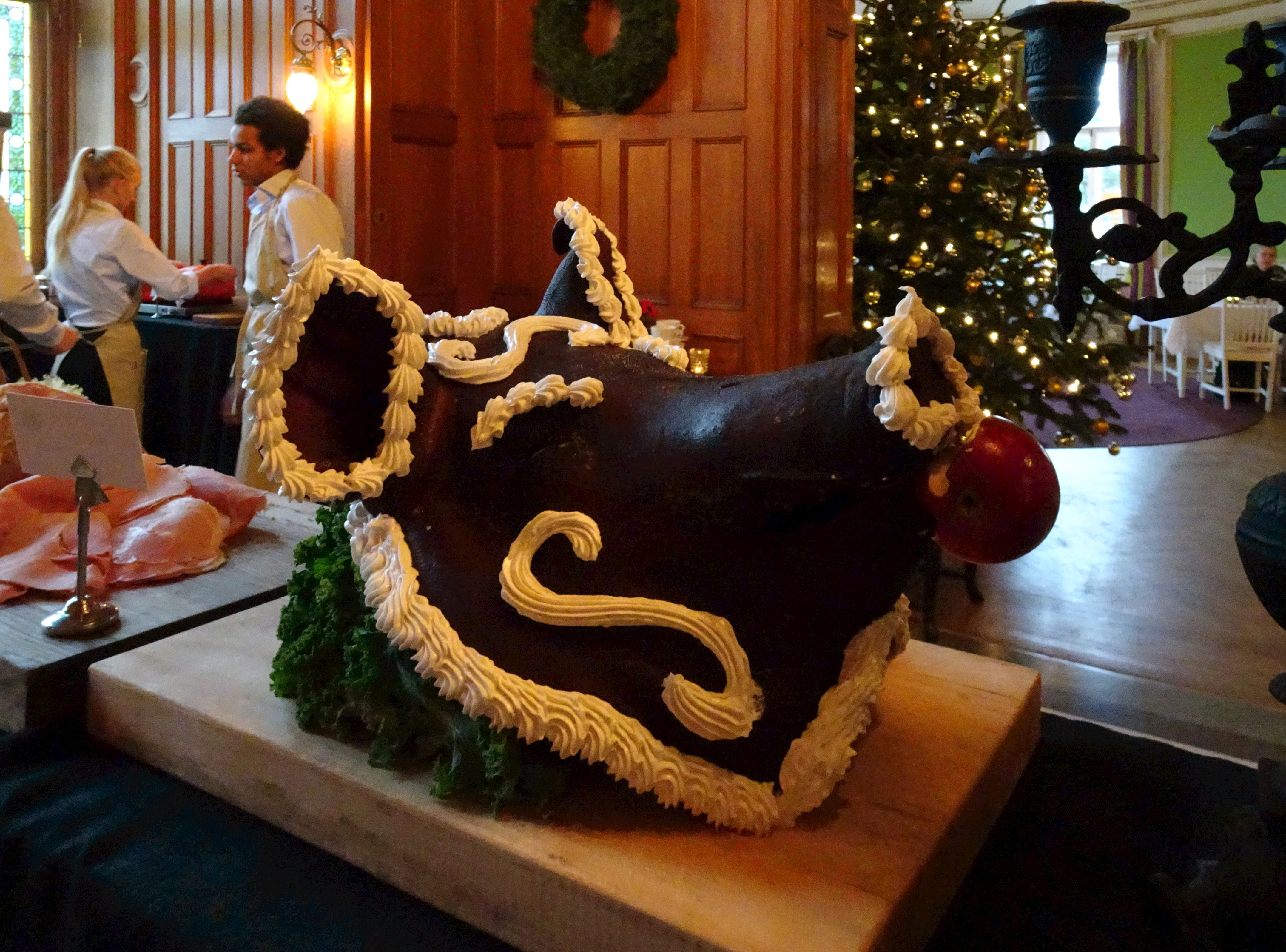
Шведское рождественское блюдо из головы свиньи Julhös